# ويكيبيديا الزولوية
ويكيبيديا الزولوية هي نسخة من ويكيبيديا، تم نشرها باللغة الزولوية، بطبيعة الحال فإن ويكيبيديا موسوعة مجانية مفتوحة المحتوى للجميع. بدأت في نوفمبر 2003، وصل عدد المقالات المنشورة بلغة الزولو 186 مقالة من تاريخ 13 مايو 2009، ثم أرتفعت إلى 766 في 25 أبريل 2016، مما يجعلها في المركز 247 كأكبر إصدار بلغة ويكيبيديا (وصلت للمركز 221 في تاريخ سابق). حاليا هناك 11٬610 مقالة منذ فبراير 2023 مع 37 مستخدم نشط مسجل على هذه المنصة.

## تاريخ
يحسب على المنصة تقدمها بطئ، على الرغم من أنها ثالث ويكيبيديا بلغة أفريقية تصل إلى 100 مقال، حيث حققت العديد من اللغات الأفريقية الأخرى مركز أفضل. وبسبب التقارب الكبير بين لغة الزولو واللغة الكوسية، وذلك لأن كلاهما ينحدر من لغات نغوني، فمن الممكن ترجمة المقالات الموجودة في إصدار زولو بسهولة إلى الكوسية من أجل ويكيبيديا الكوسية. في هذا السياق فقد تم بذل جهود مماثلة عبر الويكي لإصدارات مماثلة باللغة الاسكندنافية والتي تشمل السويدية والنرويجية والدنماركية من خلال أداة تعاون سكانويكي في ويكيميديا. في يناير 2012 تم اقتراح إغلاق ويكيبيديا الزولوية ولكن تم رفض الاقتراح في مارس من نفس العام.